# 得点王 (ゲーム)
得点王は、SNKが発売したネオジオのサッカーゲームシリーズの総称である。
本ページでは、『得点王2 リアルファイトフットボール』、『得点王3 栄光への挑戦』、『得点王 炎のリベロ』についても取り扱う。

## 得点王
得点王（英語: Super Sidekicks）は、得点王シリーズの最初の作品である。1993年に発売（アーケード稼働は1992年12月）された。

### ゲームの特徴
- 十字キーまたはジョイスティックでドリブル。Aボタン（アーケードゲーム。以下ゲームボタンはこれに倣う）:ロングパス・シュート（オフェンス）、スライディング（ディフェンス）。Bボタン:ショートパス（オフェンス）、タックル（ディフェンス）。ボタンでの選手切り替えは出来ない。
- アーケード版の初期設定は難易度レベル4、試合時間は3分。ROM版・ネオジオCD版は難易度ノーマル、3分ハーフ、とこれ以降のシリーズすべての作品で前後半通して遊べるようになっている。ただし前半と後半でエンドは変わらない。
- 「SNKカップ」（元ネタはFIFAワールドカップ）と対戦モード（2人用）から選択する。
- キックオフ時は、プレイヤー側がボールを持った状態で始まる。得点が入ると失点した側がボールを持った状態で始まる。
- "Ace"（エース。エースストライカーのこと）とマークの付く選手がシュートを打つと、それ以外の選手よりも強烈なシュートを放つ事が可能。
- オウンゴールあり。得点シーンと同じくオウンゴール時の演出もある。以後のソフトにも引き継がれた。
- 勝てば次の試合に進むが、負けか引き分けの場合はゲームオーバー。コンティニュー機能あり（ゲームオーバーの前に10カウント以内にコンティニューが可能）。コンティニューするとコンティニュー直前の試合からスタートする。全ての試合に勝つとエンディングとなり、スタッフロールが流れる。
- シリーズ中唯一、試合中にBGMが流れ、試合中に雨が降ることがある。
- KADOKAWAの家庭用ゲーム雑誌・『ファミ通』のクロスレビューでは25点（40点満点）の評価だった[2]。

### 出場チーム
全部で12チームから選択可能。12チームの内訳は、ヨーロッパ:6，南米・北中米・アジア:各2。アフリカ・オセアニアからのエントリーは無かった。6チームずつグループA（Group A）とグループB（Group B）に分かれ、同グループ内の他の5チームに勝つと、4チームによるトーナメントに移る。
12チームの内容は以下の通り。なお、各チームとも独自のフォーメーションを持っている。
- グループA:  ドイツ[注釈 1],  イタリア[注釈 2],  スペイン[注釈 3],  イングランド,  メキシコ,  日本
- グループB:  アルゼンチン,  オランダ,  ブラジル[注釈 4],  フランス[注釈 5],  アメリカ合衆国,  韓国

また各チーム毎の簡単な説明もあった。
- ドイツ…前回SNKカップ優勝国[注釈 6]。攻守ともに最もバランスが良く、どんな苦しい試合もゲルマン魂で勝ち抜いていく。精神力と底力はナンバー1。
- イタリア…大会屈指の鉄壁のディフェンスが特長。チャンスを確実にものにする豊富な攻撃バリエーションは侮れない。サッカー界の最高峰に立つ日も近い。
- スペイン…ラテンのリズミカルなサッカーとヨーロッパの伝統的な組織プレーが融合したチーム。今大会のダークホースとしてマークされている。
- イングランド…強靭な体力とパワーが売り物。プレースタイルはオーソドックスで堅実。ゴール前の競り合いに絶対の強さを誇るヨーロッパの強豪だ。
- メキシコ…高地で鍛えられた体力が生み出すプレーは激しく、相手チームから恐れられている。あまりに激しすぎて時にはラフプレーも…。
- 日本…サッカーのプロ化[注釈 7] に伴い、選手の士気は最高潮に盛り上がっている。堅実な守りと、ブラジル帰りのエースストライカーに期待がかかる。
- アルゼンチン…エースストライカーは、世界一の天才と言われている。チームもオーソドックスなプレーで彼を支える。優勝候補の筆頭だ。
- オランダ…ヨーロッパで実力ナンバー1の呼び声が高い。二人の強力なストライカーを擁する攻撃陣は、世界でも屈指の得点力を誇っている。
- ブラジル…サッカーテクニックは参加国中トップ。細かいパスワークと柔らかいボールタッチで、相手を翻弄する。今大会の優勝候補のひとつ。
- フランス…ゴール前で次々と繰り出されるパスの見事さは、「ミラクル」と呼ぶ人がいるほど。芸術的なサッカーで観衆を魅了する人気チーム。
- アメリカ…次回のSNKカップ開催[注釈 8] に向けてチーム強化の最中。実力は未知数だが、一度調子に乗ると、計り知れない力を発揮するので油断は禁物だ。
- 韓国…強力な守備を中心に数少ないチャンスをものにする勝負強いチーム。アジア代表の誇りをかけた[注釈 9] ファイティングスピリットで戦い抜く。

## 得点王2 リアルファイトフットボール
得点王2 リアルファイトフットボール（英語: Super Sidekicks 2 : The World Championship）は、得点王シリーズの2番目の作品である。1994年に発売された。

### ゲームの特徴
- 十字キーまたはジョイスティックでドリブル。Aボタン:ショートパス・シュート（オフェンス）、スライディング（ディフェンス）。Bボタン:ロングパス（オフェンス）、タックル・ラフプレー（ディフェンス）。Cボタン:ショートキック（オフェンス）、選手切り替え（ディフェンス）。この作品以降でも引き継がれた。
- この作品よりネームエントリーが導入。チーム選択後、3文字でアルファベット・.・&・!から20カウント以内に選択が可能。
- チームの能力を7つの方法によってパワーアップさせる事が出来る。強化方法は、全体強化（FULL TEAM-POWER UP）、攻撃力強化（ATTACK POWER UP）、守備力強化（DEFENSE POWER UP）、スピード強化（SPEED UP）、チームワーク強化（TEAMWORK UP）、エースストライカー強化（ACE STRIKER-POWER UP）、ゴールキーパー強化（GOALKEEPER-POWER UP）の7つより1つを選択。
- この作品のみ試合前のコイントスがある。
- 1試合の試合時間はタイムメーターにより進行。最初は残り時間が黄色だが、残り時間が少なくなると赤色に変化する。ロスタイムはなし。
- 実際のW杯同様、地区予選最終戦からスタートし、そこで勝つとW杯本戦になる。本戦ではグループリーグ3試合に勝つと、8チームによる決勝トーナメントになる。また対戦モード（2人用）もある。
- ファウルを導入。よって、イエローカード、レッドカード、ファウルによって発生する可能性のあるフリーキック、PKも導入された。ファウルの画面では、選手能力アップ（PSYCHE UP）、ダメージ無し（NO DAMAGE）、脚を負傷（LIGHTS OUT  動きが一定時間遅くなる）、負傷退場（WOUNDED [注釈 10]）〔以上、ファウルを受けた時〕、カード無し、イエローカード（2枚でレッドカードとなり退場）、レッドカード〔以上、ファウルを犯した時〕がランダムに決定される。審判に暴言を吐く（BAD CALL）事で、カードを貰う（あるいは退場になる（EJECTED[注釈 11]））演出もある。この作品以降でも引き継がれた。
- フリーキックの場面では、ペナルティーエリアより遠いと、そのまま蹴る場面だが、ペナルティーエリアより近いと直接フリーキックの場面になる。PKの場合は、キーパー（キッカー）と対峙し、Aボタンで正面，矢印を左右に押しながらAボタンを押すと、ボールがを左右にシュートする（キーパーが左右に跳ぶ）。この作品以降でも引き継がれた。
- ペナルティーエリアより近くまで来ると"CHANCE"の文字が出て、その状態でAボタンを押すと、フィールド全体の状態から、キーパーとゴールポストを対峙した3D画面の状態になる。その状態でシュートを決めてもゴールになる。"CHANCE"の文字が出た後、更にペナルティーエリア内に進むと、"SHOOT"の文字が出て、シュートを打てるようになる。この作品以降でも引き継がれた。
- 勝てば次の試合に進むが、負けか引き分けの場合はゲームオーバー。コンティニュー機能あり（ゲームオーバーの前に10カウント以内にコンティニューが可能）。コンティニューするとPK戦かコンティニュー直前の試合を初めから行うか選択できる。全ての試合に勝つとエンディングとなり、スタッフロールが流れる。
- 選手の名前もこの作品より付けられた（以後の作品でも採用されている。ただし、得点王シリーズでは最後まで変名だった〔FIFA等の公式ライセンスが得られなかったため。例.MIRAI→三浦知良、YODOKAWA→長谷川健太、KITAKAZE→北澤豪、GOMEZ→ラモス瑠偉〕）[独自研究?]。ただし、選手の名前はファウルの時のみ表示された。

### 出場チーム
全部で48チームから選択可能。8チームずつ6つの地域 に分かれている。48チームの内容は以下の通り。なお、各チームとも独自のフォーメーションを持っている。
- ヨーロッパA:  イタリア,  イングランド,  スペイン,  オランダ,  スイス,  ノルウェー,  トルコ,  アイルランド
- ヨーロッパB:  ドイツ,  フランス,  ブルガリア,  スウェーデン,  ロシア,  ギリシャ,  ベルギー,  ルーマニア
- 北中米/オセアニア[注釈 12]:  アメリカ合衆国,  メキシコ,  カナダ,  オーストラリア,  ニュージーランド,  コスタリカ,  エルサルバドル,  ホンジュラス
- アジア:  日本,  韓国， サウジアラビア， 台湾,  中華人民共和国,  イラン, 香港[注釈 13],   アラブ首長国連邦
- 南米:  ブラジル,  アルゼンチン,  パラグアイ,  コロンビア,  ボリビア,  ウルグアイ,  ペルー,  エクアドル
- アフリカ:  カメルーン,  モロッコ,  ナイジェリア,  エジプト,  南アフリカ共和国,  コートジボワール,  ギニア,  ザンビア

## 得点王3 栄光への挑戦
得点王3 栄光への挑戦（英語: Super Sidekicks 3 : The Next Glory）は、得点王シリーズの3番目の作品である。1995年に発売された。

### ゲームの特徴
- ネームエントリーあり。チーム選択後、3文字でアルファベット・.・&・!・アラビア数字（このソフトより導入）から20カウント以内に選択が可能。
- チームの能力を8つの方法によってパワーアップさせる事が出来る。強化方法は、全体強化（FULL TEAM-POWER UP）、攻撃力強化（ATTACK POWER UP）、守備力強化（DEFENSE POWER UP）、スピード強化（SPEED UP）、チームワーク強化（TEAMWORK UP）、テクニック強化（TECHNIQUE UP。このソフトより導入）、キャプテン強化（CAPTAIN-POWER UP）[注釈 14]、ゴールキーパー強化（GOALKEEPER-POWER UP）の8つより1つを選択。
- ワールドカップモード（得点王2と同じシステム。ワールドトーナメント〔WORLD TOURNAMENT〕という名称である）の他に、各地区ごとの大陸選手権大会モードも導入され、選択が可能になっている。大陸選手権大会モードでは、まず3試合戦った後、3連勝すれば4チームによる決勝トーナメントになる。大陸選手権大会モードには以下の5つが用意され、ワールドカップモードを含めて1つを選ぶ事が出来る。山括弧内は元ネタとなった大会である。また対戦モード（2人用）もある。自分の選んだチームの能力に応じて、対戦相手が決定される[注釈 15]。
  - ヨーロッパトーナメント（EUROPE TOURNAMENT）〈UEFA欧州選手権〉
  - 南アメリカトーナメント（SOUTH AMERICA TOURNAMENT）〈コパ・アメリカ〉
  - 北中米トーナメント（AMERICAS TOURNAMENT）〈CONCACAFゴールドカップ〉
  - アフリカトーナメント（AFRICA TOURNAMENT）〈アフリカネイションズカップ〉
  - アジアトーナメント（ASIA TOURNAMENT）〈AFCアジアカップ〉
- 1試合の試合時間はタイムメーターにより進行。最初は残り時間が黄色だが、残り時間が少なくなると赤色に変化する。ロスタイムがある。炎のリベロにも引き継がれた。
- キックオフ時は、任意にプレイヤー側かコンピューター側（もしくは1Pか2P）がボールを持った状態で始まる。得点が入ると失点した側がボールを持った状態で始まる。
- ファウルの画面では、選手能力アップ（PSYCHE UP / SUPER PSYCHE UP）、ダメージ無し、脚を負傷（LIGHT DAMAGE / HEAVY DAMAGE  動きが一定時間遅くなる）、負傷退場（WOUNDED ランダムで30秒から70秒ほど離脱。今作から選手が治療を受け、再びプレーできるようになった。[注釈 10]）〔以上、ファウルを受けた時〕、カード無し、イエローカード（2枚でレッドカードとなり退場）、レッドカード〔以上、ファウルを犯した時〕がランダムに決定される。審判に暴言を吐く（BAD CALL）事で、カードを貰う（あるいは退場になる（EJECTED[注釈 11]））演出も引き継がれているほか、今作のみ実装された演出としてラフプレーによる一発レッドの判定時のみ、反則を受けた側のチーム全員の能力が上がる（ALL PSYCHE UP）ものがある。
- 勝てば次の試合に進むが、負けか引き分けの場合はゲームオーバー。コンティニュー機能あり（ゲームオーバーの前に10カウント以内にコンティニューが可能）。コンティニューするとPK戦、サドンデス（コンティニュー直前の試合）、コンティニュー直前の試合を始めから行うか選択できる。全ての試合に勝つとエンディングとなり、スタッフロールが流れる。
- 選手の名前がファウルの時のみならず、ゴールの時にも表示された。その際に、当該ゲームで上げた得点（SCORE）と通算得点（TOTAL）が表示され、ハイスコアランキングの対象となった（後述）。
- ハイスコアランキングが導入された。ランキングは2種類あり、チームランキング（試合数＞勝利数＞得点数＞得失点差の順に上位10位以内。そのためコンティニューした方が、ランクインしやすい。）[注釈 16] と個人得点ランキング（得点数の多い選手の上位10位以内。フォワードが大半だったが、ミッドフィールダーがランクインすることもある）があった[注釈 17][注釈 18]。
- CD版のみチームのフォーメーション、選手名、選手とチームの能力パラメーター等のデータがオプションモードで閲覧できる。

### 出場チーム
全部で64チームから選択可能。8チームずつ8つの地域に分かれている。64チームの内容は以下の通り。なお、各チームとも独自のフォーメーションを持っている。
- ヨーロッパA:  イタリア,  オランダ， スイス， ノルウェー,  イングランド,  トルコ,  ポルトガル,  ポーランド
- ヨーロッパB:  ドイツ,  スペイン,  アイルランド,  ベルギー,  ルーマニア， デンマーク,  ウェールズ,  チェコ
- ヨーロッパC:  フランス,  スウェーデン,  ブルガリア,  ロシア,  ギリシャ,  オーストリア,  ハンガリー,  フィンランド
- アフリカ[注釈 19]:  ナイジェリア,  モロッコ,  カメルーン,  エジプト,  南アフリカ共和国,  ザンビア， コートジボワール[注釈 20],  ギニア
- 北中米カリブ海:  アメリカ合衆国,  カナダ,  グアテマラ,  メキシコ,  コスタリカ,  エルサルバドル,  プエルトリコ,  パナマ
- 南米:  ブラジル,  コロンビア,  アルゼンチン,  ボリビア,  ウルグアイ,  エクアドル,  ペルー,  チリ
- アジアA（オセアニア含む）:  オーストラリア,  ニュージーランド， 中華人民共和国,  台湾,  イラン,  ベトナム， イラク，  シンガポール
- アジアB:  サウジアラビア， 韓国， 日本,  アラブ首長国連邦, 香港[注釈 13],   タイ,  インド,  マレーシア

## 得点王 炎のリベロ
得点王 炎のリベロ（英語: The Ultimate 11: SNK Football Championship）は、得点王シリーズの4番目かつ最後の作品である。1996年に発売された。

### ゲームの特徴
- チームの能力を4つの方法によってパワーアップさせる事が出来る。強化方法は、バランスタイプ（攻守ともに最もバランスが取れており、使いやすい。初心者向け）、オフェンスタイプ（攻撃面を重点的に強化したタイプ。中級者向け）、ディフェンスタイプ（防御面を重点的に強化したタイプ。中級者向け），テクニカルタイプ（操作は難しいが、個人の技術力が高いタイプ。上級者向け）の4つより1つを選択。
- ワールドチャンピオンシップモード（WORLD CHAMPIONSHIP。得点王2や得点王3のワールドトーナメントと同じシステム）の他に、SNKフットボールチャンピオンシップモード（SNK FOOTBALL CHAMPIONSHIP）がある。SNKフットボールチャンピオンシップモードは、まず自分が選んだチームの所属する地域の試合から始まり、所属する地域以外の7つの地域を任意の順番で選択していき、その地域の中の1つのチームを選んで、対戦していくモードである。そのチームに勝つとその地域はクリアとなり、以後2度と選択できない。なお、対戦モード（2人用）もある。
- SNKフットボールチャンピオンシップモードにおいて、全ての国にランク（全80チームが登場するので、1〜80位まで）が付けられている。各国のランクについては後述。後半になるにつれて、ランキング以上にコンピューターが強くなる。
- SNKフットボールチャンピオンシップモードにおいて、3戦目終了までに15点以上を挙げると、エキストラマッチ（EXTRA MATCH。登場時に画面が点滅する。）となり、SNKスーパースターズ（SNK Super Stars。能力はこのゲームに登場するチーム中最強で、容易に勝てない。旗は、黒地にネオジオのロゴマークが入ったもの）なる架空チームが登場する[9]。SNKスーパースターズのメンバーについても後述。エキストラマッチとはいえ負けたらゲームオーバーになる。
- プレイ画面において、新たにエキサイトゲージシステムを導入した。これは、画面上部のゲージレベルに応じて、チーム状態が変化するシステムである（赤→黄→青の順に高くなる）。ゲージMAXの際（ゲージ全体が光って点滅する）には強化されたシュートを打つことができ、その威力はボールを通過する選手を（ゴールキーパーを含めて）、倒す事ができる程の物である。その為か、他の得点王シリーズのソフトに比べて点が入りやすい。ゲージは通常ドリブルやパスをすることで高まり、上昇減少の速度や持続時間はチームタイプの選択により異なる（ゲージの上昇速度はオフェンス＞バランス＞ディフェンス＞テクニカルの順に速く（減少速度はこの逆になる）、持続時間は、バランス＞オフェンス＝ディフェンス＞テクニカルの順に長い）。
- SNKフットボールチャンピオンシップモードにおいてゴールを決めると、スタンドには各地域の個性が表れた物が映し出される。各地域の内容は以下の通り。またゴールを決めた選手は、片手の拳を挙げるか両手を拡げて走るかのいずれかのパターンで喜びを表す。
  - ヨーロッパA: イギリスの本土4協会のチームが全て所属しているせいか、バッキンガム宮殿風の門がある。
  - ヨーロッパB: ドイツ系諸国のチームが多い影響で、ドイツ風の建物で踊っている楽団のシーンがある。
  - ヨーロッパC: 東欧風の兜の装飾があり、「VICTORY」の看板が掲げられている。
  - アフリカ : アフリカの民族オブジェ。屋上に、アフリカゾウらしき動物がいる。
  - 北中米カリブ海: 鷲の彫刻がある。
  - 南アメリカ: サルサを踊っている楽団のステージが映される。
  - アジア・オセアニアA: イスラム圏のグループ故か、モスクらしき建物と門がある。
  - アジア・オセアニアB: 中華風のあずまやが表示され、看板には、「熱烈歓迎」の四字熟語がある。
  - SNKスーパースターズ: スタンドではジョー・ヒガシ，ユリ・サカザキ（ジョーとユリは最前席で拳を挙げて応援している）、ギース・ハワード、八神庵を始め、多くのSNKのゲームに登場したキャラクターが観戦している様子がある[9]。
- 選手の名前がファウルの時のみならず、ゴールの時にも表示された。ただし得点王3で表示されていた、当該ゲームで上げた得点（SCORE）と通算得点（TOTAL）が表示されなくなった。
- 得点王3に引き続き、ハイスコアランキングがある。ランキングは2種類あり、チームランキング（試合数＞勝利数＞得失点差の順に上位10位以内。そのためコンティニューした方が、ランクインしやすい。）[注釈 21] とワールドランキング（選択率〔パーセント表示。初期設定はどのチームも0%に設定〕の多い国の上位10位以内）があった[注釈 22]。
- ネームエントリーはあるが、ハイスコアランキングに入らないと入力できない。
- AKAI professionalがスポンサーの一つとなっている。

### 出場チーム
全部で80チーム（シリーズ中最多）から選択可能。10チームずつ8つの地域に分かれている。80チームの内容は以下の通り。なお、各チームとも独自のフォーメーションを持っている。国の横にある括弧内の数字は、初期設定におけるランク（SNKフットボールチャンピオンシップモードで使用）である。
- ヨーロッパA:  イタリア（2）,  スペイン（6）,  ポルトガル（18）,  北アイルランド（47）， ウェールズ（58）,  フランス（7）,  イングランド（16）,  スコットランド（34）， アイルランド（37）,  アイスランド（50）
- ヨーロッパB:  ドイツ（5）,  スウェーデン（3）,  ベルギー（15）,  デンマーク（26）,  オーストリア（45）,  オランダ（8）， スイス（12）， ノルウェー（29）,  クロアチア（23）,  フィンランド（40）
- ヨーロッパC:  ブルガリア（4）,  ロシア（21）， トルコ（14）， チェコ（30）， スロバキア（41）， ルーマニア（9）， ギリシャ（39）,  ハンガリー（53）,  ポーランド（32）， イスラエル（43）
- アフリカ:  ナイジェリア（19）,  チュニジア（31）,  カメルーン（42）,  ザンビア（36）， コートジボワール（48）[注釈 20]， 南アフリカ共和国（27）,  エジプト（28）,  アルジェリア（46）,  モロッコ（60）,  ジンバブエ（71）
- 北中米カリブ海:  アメリカ合衆国（13）,  カナダ（51）,  エルサルバドル（61）,  パナマ（56）， グアテマラ（76）[注釈 23],  メキシコ（11）,  プエルトリコ（79）,  コスタリカ（68）,  ジャマイカ（59）,  ホンジュラス（77）
- 南アメリカ[注釈 24]:  ブラジル（1）,  コロンビア（22）,  ボリビア（24）,  パラグアイ（35）,  チリ（33）， アルゼンチン（10）,  ウルグアイ（20）,  エクアドル（66）,  ペルー（55）， ベネズエラ（74）
- アジア・オセアニアA:  サウジアラビア（17）， カタール（67）， オマーン（70）， インド（80[注釈 25]）， イラク（57）， アラブ首長国連邦（44）,  バーレーン（63）,  クウェート（69）,  イラン（65）,  ウズベキスタン（54）
- アジア・オセアニアB:  オーストラリア（49）,  中華人民共和国（52）,  台湾（78）,  タイ（64）,  ニュージーランド（75）， 韓国（25）， 日本（38）, 香港（62）[注釈 13],  シンガポール（73）， マレーシア（72）

また、SNKスーパースターズ（SNK Super Stars）のスターティングメンバーは以下の通りである。
- 背番号1（GK）:大門五郎（G.DAIMON），2（DF）:二階堂紅丸（B.NIKAIDO），3（DF）:リョウ・サカザキ（R.SAKAZAKI），4（DF）:真・獅子王（KING LEO），5（DF）:ガルフォード（GALFORD），6（MF）:ボブ・ウィルソン（B.WILSON），7（MF）:ロバート・ガルシア（R.GARCIA），8（MF）:緋雨閑丸（S.HISAME），9（FW）:テリー・ボガード（T.BOGARD），10（FW）:アンディ・ボガード（A.BOGARD），11（FW）:草薙京（K.KUSANAGI）